# Minden (Louisiana)
Minden ist eine Stadt und Parish Seat des Webster Parish im US-amerikanischen Bundesstaat Louisiana. Das U.S. Census Bureau hat bei der Volkszählung 2020 eine Einwohnerzahl von 11.928 ermittelt.
Minden ist Teil der sozioökonomischen Region Ark-La-Tex, die Teile der vier Bundesstaaten Arkansas, Louisiana, Oklahoma und Texas umfasst.

## Geographie
Minden liegt im Nordwesten des Bundesstaates Louisiana, etwa 40 Kilometer von der nördlichen Grenze zu Arkansas sowie 70 Kilometer von der westlichen Grenze zu Texas entfernt. Südwestlich der Stadt befindet sich der Lake Bistineau, der sich auf einer Länge von mehr als 30 Kilometern südwestlich zieht.
Benachbarte Städte Mindens sind unter anderem Haughton (17 km südwestlich), Gibsland (18 km südöstlich), Homer (22 km nordöstlich), Shreveport (25 km westlich) und Arcadia (30 km südöstlich).

## Geschichte
Zuerst besiedelt wurde das Gebiet um Minden durch Newitt Drew, der südlich der heutigen Stadt eine Getreidemühle und ein Sägewerk errichtete. Minden selbst wurde 1836 durch Charles Veeder aus Schenectady, New York gegründet. Er benannte die Stadt nach der deutschen Stadt Minden. Veeder verließ die Stadt während des Kalifornischen Goldrausches und lebte fortan in Bakersfield, Kalifornien. Bereits vor Gründung der Stadt gab es dort eine Siedlung ausgewanderter Deutscher, die auf demselben Breitengrad entstand wie Jerusalem. Einzelne Gebäude dieser Siedlung haben sich erhalten und sind heute Teil des Germantown Colony and Museum.
Während des Amerikanischen Bürgerkrieges bestand östlich Mindens ein Feldlager, das zeitweise bis zu 15.000 Soldaten beherbergte. Zu dieser Zeit diente die Stadt als Versorgungsstützpunkt. Etwa 30 Soldaten, die in der Schlacht bei Mansfield getötet wurden, sind im historischen Minden Cemetery begraben, der schon vor 1843 errichtet worden war. 1864 errichtete Offizier Camille Armand Jules Marie de Polignac ein Winterquartier nahe Minden.
1887 wurde William L. Life geboren, der ab 1925 für fast 50 Jahre den Webb Hardware store in Minden betrieb. Wegen seines Engagements für den Ort gilt er als der Father of modern Minden.
Am 13. Februar 1893 wurde in Minden die kälteste je in Louisiana gemessene Temperatur verzeichnet, nämlich −27 °C. Dieselbe Temperatur wurde während des Großen Schneesturms von 1899 erneut gemessen.
Während der Weltwirtschaftskrise ging eine der beiden städtischen Banken Pleite. Am 1. Mai 1933 zerstörte ein Tornado etwa 20 % der Wohnbebauung der Stadt, und kurz darauf wütete ein großes Feuer, durch das erneut viele Häuser sowie weite Teile der Innenstadt zerstört wurden. Im Sommer 1933 zerstörte ein Hochwasser etwa ein Drittel der Getreideanbaufläche Mindens. Das Jahr 1933 wurde deshalb als Year of Disaster bezeichnet.
Einen rassistisch motivierter Lynchmord im Jahr 1946 versuchte man in Minden und dem umliegenden Landkreis zu vertuschen, woran sowohl die Polizei der Stadt, der Sheriff, der Gerichtsmediziner, wie auch viele Bürger beteiligt waren.

## Verkehr
Vom Westen in den Osten der Stadt verläuft der U.S. Highway 79, ab dem Stadtzentrum zweigt Richtung Südosten der U.S. Highway 80 ab. Westlich und südwestlich der Stadt verläuft der U.S. Highway 371. Darüber hinaus verläuft entlang der südlichen Stadtgrenze der Interstate 20, der etwa von Fort Worth in Texas bis nach Florence in South Carolina führt.

## Wirtschaft

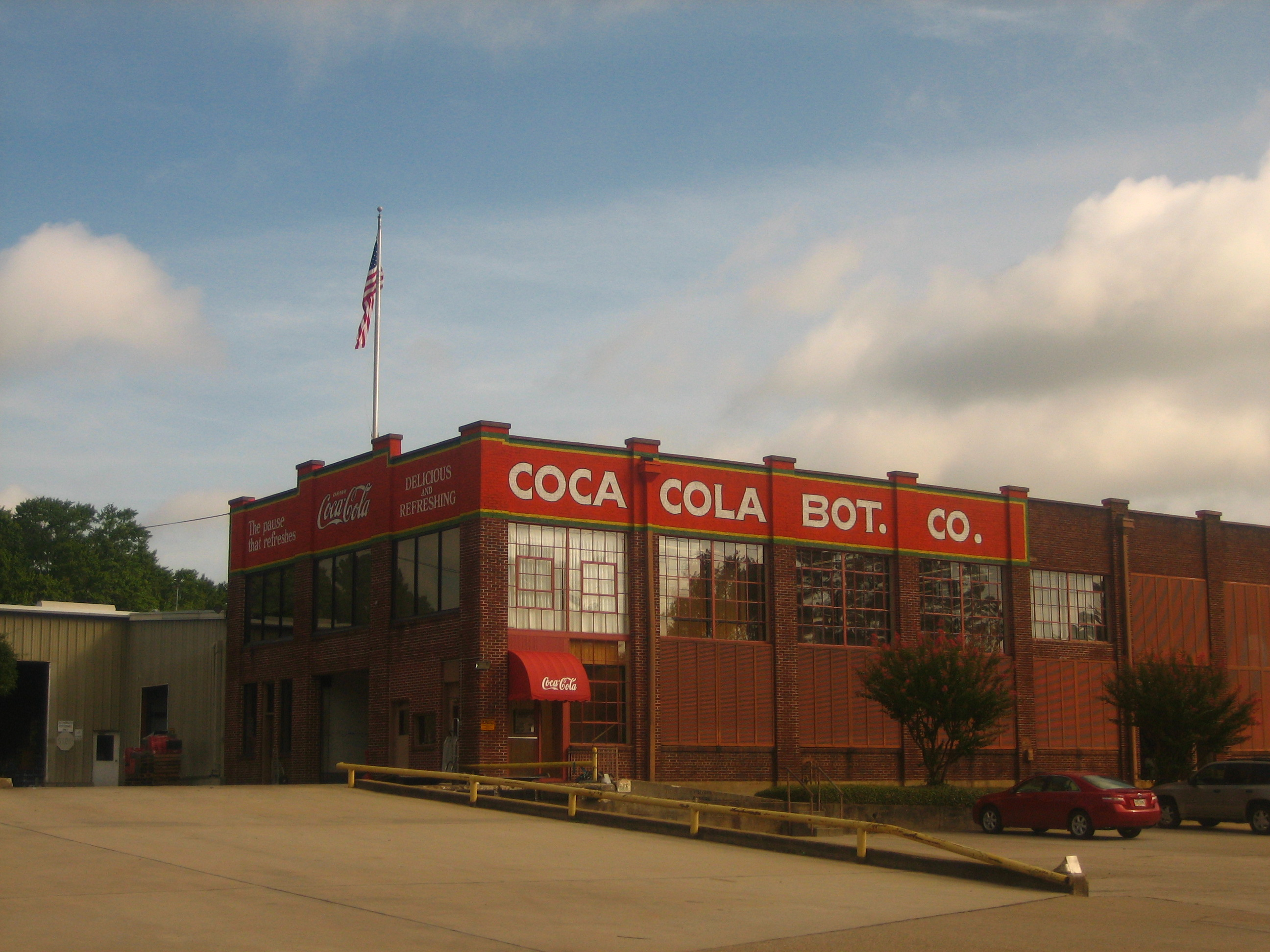
Das Coca-Cola-Distributionszentrum

Minden verfügt über eine große Anzahl verschiedener Firmen und Geschäft sowie über eine eigene Handelskammer. Darüber hinaus bestand in Minden lange Zeit eine Abfüllanlage des Getränkeherstellers The Coca-Cola Company, heute wird noch ein Verteilungszentrum betrieben.

## Demographie
Die Volkszählung 2000 ergab eine Einwohnerzahl von 13.027 Menschen, verteilt auf 5166 Haushalte und 3430 Familien. Die Bevölkerungsdichte liegt bei 423 Menschen pro Quadratkilometer. 52,2 % der Bevölkerung sind Schwarze, 46,3 % Weiße, 0,6 % Hispanics oder Lateinamerikaner, 0,3 % Indianer, 0,3 % Asiaten und weniger als 0,1 % Pazifische Insulaner. 0,2 % entstammten einer anderen Ethnizität, 0,7 % hatten zwei oder mehr Ethnizitäten. Das Durchschnittsalter lag bei 37 Jahren, das Pro-Kopf-Einkommen betrug mehr als 14.000 US-Dollar, womit mehr als ein Viertel der Stadtbevölkerung unterhalb der Armutsgrenze lebte.
Bis zur Volkszählung 2010 stieg die Einwohnerzahl dezent auf 13.082 an.

## Persönlichkeiten

### Söhne und Töchter der Stadt
- John T. Watkins (1854–1925), Politiker und 16 Jahre lang Abgeordneter im Repräsentantenhaus
- John N. Sandlin (1872–1957), Politiker und 16 Jahre lang Abgeordneter im Repräsentantenhaus
- Loye Miller (1874–1970), Paläornithologe
- Robert F. Kennon (1902–1988), Politiker und ab 1952 für vier Jahre Gouverneur Louisianas
- Percy Mayfield (1920–1984), Rhythm-and-Blues-Sängerin und seit 1987 Teil der Blues Hall of Fame
- Arnold W. Braswell (1925–2022), Generalleutnant der United States Air Force
- James Burton (* 1939), Gitarrist

### Persönlichkeiten mit Bezug zur Stadt
- W. Jasper Blackburn (1820–1899) lebte zehn Jahre in Minden. Er gründete die Zeitung Minden Herold und war ab 1855 für vier Jahre Bürgermeister der Stadt.
- Gene Austin (1900–1972) verbrachte seine Kindheit in Minden. Er war Sänger und einer der erfolgreichsten Künstler der 1920er und 1930er Jahre.
- Hank Williams (1923–1953) heiratete in Minden. Er war Country-Sänger und gilt als einer der wichtigsten Sänger dieses Genres.
- Alan LaVern Bean (1932–2018) lebte als Kind und Jugendlicher in Minden. Er war Astronaut und der vierte Mensch auf dem Mond.
- Jerry Huckaby (* 1941) besuchte 1959 für vier Jahre eine Highschool in Minden. Er ist Politiker und war Abgeordneter im Repräsentantenhaus der Vereinigten Staaten.
- John C. Fleming (* 1951) lebt mit seiner Familie in Minden. Er ist Politiker und Abgeordneter im Repräsentantenhaus der Vereinigten Staaten.